# نمل العسل

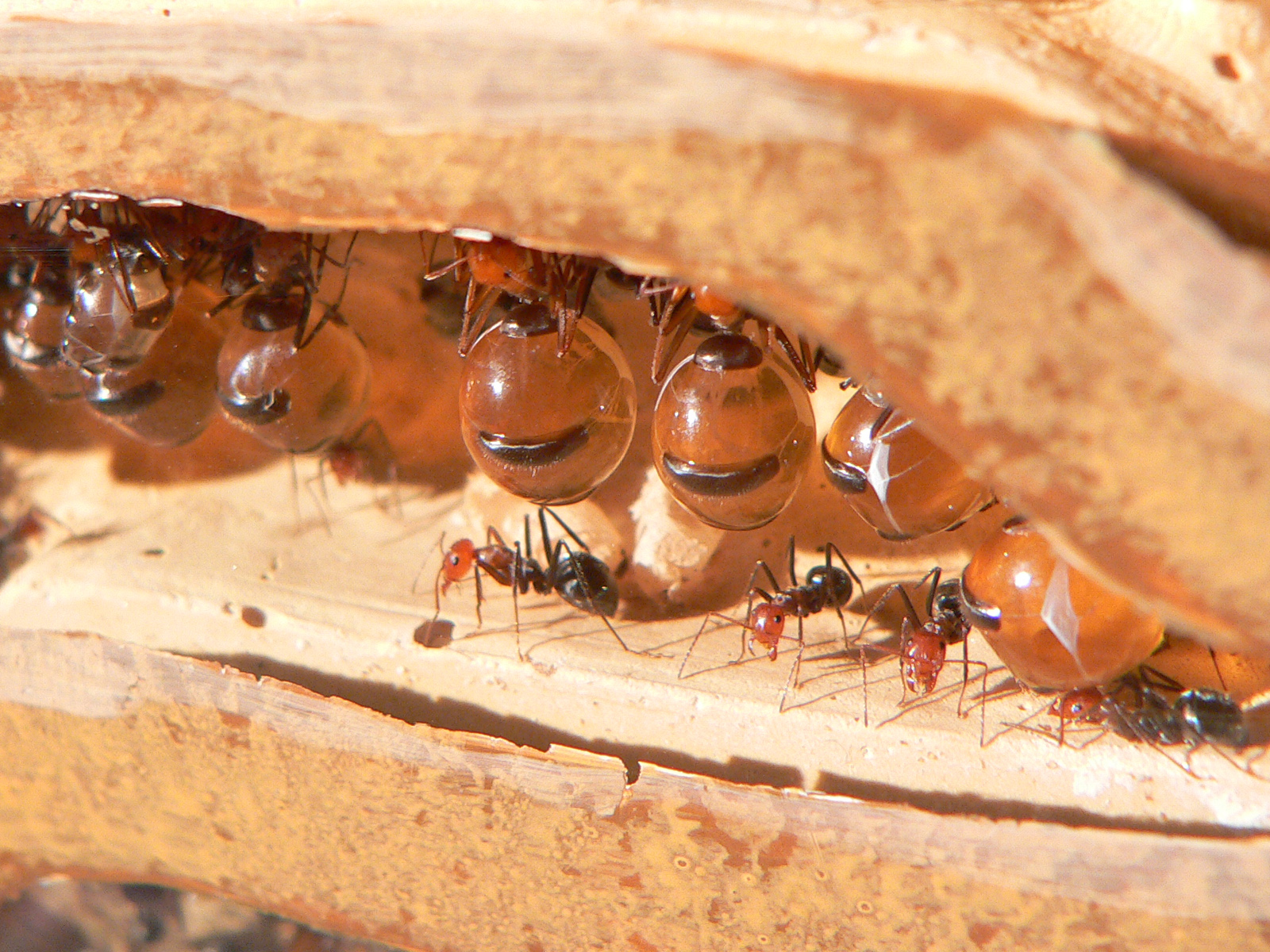
نمل المصيدة (Myrmecocystus) تبدو منتفخة، وتعتبر أعلى من العاملات العادية

نمل مصيدة العسل، ويسمى أيضًا نمل العسل، هو نمل لديه عاملات متخصصات (المُتخمات، أو المكتنزات، أو المكورات، أو المنتفخات) يستهلكن كميات كبيرة من الطعام لدرجة أن بطونها تنتفخ بشكل كبير. وسبب هذه التسمية أنها تتغذى على فضلات بعض الحشرات المتطفلة على الأوراق النباتية وتكون فضلات هذه الحشرات غنية بالمواد السكرية. وتحمل هذه النملات ما مصته من فضلات سكرية إلى مستعمرتها وتخزنها في أسلوب عجيب وغريب.لان البعض من هذه النملات العاملات يستخدم جسمه كمخزن للمواد السكرية. وتقوم العاملات اللاتي حملن المواد السكرية بتفريغ حمولتهن داخل أفواه العاملات أو المخازن الحية والتي بدورها تملأ الأجزاء السفلية من بطونها بهذا السكر حتى تنتفخ بطونها ويصبح حجمها في بعض الأحيان بحجم حبة العنب. ويوجد من هذه العاملات في كل غرفة من غرف الخلية عددا منهن يتراوح بين 250 نملة ملتصقات بواسطة سيقانهن بسقف الغرفة في وضع مقلوب.
ولو تعرضت إحداهن للسقوط تسارع العاملات الأخريات إلى إلصاقها من جديد. والمحلول السكري الذي تحمله كل نملة يكون أثقل بثماني مرات من وزن النملة نفسها.وفي موسم الجفاف أو الشتاء تقوم باقي النملات بزيادة هذه المخازن الحية لأخذ احتياجاتها من الغذاء - السكر - اليومي. حيث تلصق النملة الجائعة فمها بفم النملة المنتفخة وعندئذ تقوم الأخيرة بتقليص بطنها لإخراج قطرة واحدة إلى فم أختها.ومن المستحيل ان يقوم النمل بتطوير هذه المخازن وابتكارها بهذه الطريقة العجيبة ومن تلقاء نفسها.
وإضافة إلى ذلك التفاني والتضحية التي تتسم بها النملة المنتفخة حيث تحمل ما هو أكثر من وزنها بثماني مرات فضلا عن بقائها ملتصقة وبالمقلوب مدة طويلة جدا ودون مقابل. وان هذا الأسلوب المبتكر وفقا لبنية تلك النملة ليس من الصدفة وحدها. لأن هناك نمل تطوع ليصبح مخزنا حيا في كل جيل جديد وطيلة أجيال سابقة ولاحقة.بلا شك أن سلوكها هذا من تأثير الإلهام الإلهي فالذي خلقهن وسواهن هو الله عز وجل.
وقد أظهر بعض الدارسين أسبابا أخرى لعدم تحرك هذا النمل من الغرف الأرضية العميقة من أهمها أن لا تسرق مخازن الطعام الخاصة بالمستعمرة والمتمثلة بهذه النملات وأيضا أن لا تسبب الحركة الكثير لنمل خزن الطعام إستهلاك الطعام الذي في بطونها فتحافظ قلة حركتها على الإستهلاك الأدنى للطعام.
النمل العامل هو المسؤول عن ملئ أجواف نملات العسل وتفريغها حيث عندما تجوع العاملات يقمن بضرب قرون الاستشعار الخاصة بنمل لتقوم نملات الطعام بإخراج السوائل المخزنة فيها من فمها والعكس صحيح عند أوقات وفرة الغذاء فإن النمل عاملات النمل يقمن بجمع الطعام من الخارج وإعادة إطعامه لنمل الطعام.
فهذه النملات تقدم خدمة و تضحية عظيمة لمجتمع النمل فهي تحمل أضعاف أوزانها في جوفها لحماية النملات الأخريات من الجوع مما جعل مجتمع نملات العسل مطمعا لأنواع النمل والحشرات الأخرى و خاصة في البيئة الصحراوية القاسية والتي هي موطن هذا النوع من النمل.
مجتمع نمل العسل كسائر مجتمعات النمل على مستوى عال من الدقة و التنظيم و فيه تتطور النمل ذو الأحجام الكبيرة لتصبح خازنات للطعام بينما النمل الصغير يبقى في القرية لحماية الملكة ولأعمال التنظيف.
تطورت هذه الخاصية في خزن العسل و السوائل الأخرى في أجواف النمل بسبب طبيعة البيئة التي تعيش فيها فهي تتوطن صحاري أمريكا الجنوبية و أستراليا حيث يندر الغذاء في بعض المواسم، ولا يشكل هذا النمل مصدرا للعسل لأنواع النمل الأخرى فقط وانما للإنسان أيضا فهذا النملات هو من أفضل مصادر السكر بالنسبة للسكان الأصليين في أستراليا حيث تندر المصادر الأخرى.
إذا من أين تأتي كميات العسل هذه المخزنه في بطون النمل المخصص لخزن الطعام؟ إن أول ما يتبادر لذهن المراقب لهذا النمل هو أن عاملات النمل يقمن بسرقته من خلايا قريبة للنحل ولكن هذا غير صحيح.. حيث أثبتت الدراسات التي أجريت على هذا النوع من النمل أنه يقوم بجمعه تماما كما يفعل النحل.. فبعد مواسم الأمطار الشحيحة في المناطق الصحراوية، تقوم عاملات النمل بجوب الصحراء بحثا عن الأزهار المتفتحة ويقمن بجمع رحيق هذه الأزهار وحمله إلى بيوتهن حيث يقمن بتجميعه داخل بطون نملات خزن الطعام مشكلة كميات العسل هذه التي تجذب انتباه كل من يراقب هذا المجتمع الغريب!! والمثير للاهتمام أن نوع العسل المتشكل في كل مستعمرة يختلف حسب نوع الأزهار التي بجانبها تماما كما هو الحال بالنسبة لنحل العسل.